# Erftquelle
Koordinaten: 50° 30′ 0″ N, 6° 43′ 59,6″ O
Die Erftquelle ist eine Karstquelle im Ortsteil Holzmülheim der Stadt Nettersheim, Kreis Euskirchen. Sie liegt auf 414 m ü. NN Höhe in etwa 330 Millionen Jahre altem Kalkgestein. An der Stelle verläuft die Bundesstraße 51. Ihr Wasser mündet in den Kuhbach, der 3,7 km weiter westlich auf 549,6 m ü. NN Höhe entspringt. Ab hier heißt das Gewässer Erft. Die Erft mündet nach 103,5 km Flusslauf im Ortsteil Grimlinghausen von Neuss linksseitig in den Rhein. 
An der Quelle befindet sich eine kleine Statue des Schutzheiligen Johannes Nepomuk. Die Einfassung der Quelle wurde beim Starkregenereignis im Juli 2021 beschädigt. Am 29. September 2024 wurde die Einweihung parallel zur Dorfkirmes in Holzmülheim festlich begangen. Die Kosten betrugen 350.000 Euro.
Von hier führt der Erft-Radweg entlang der Erft bis nach Neuss zum Rhein-Radweg.